# Propalladia
Propalladia er titlen på en samling af den spanske digter Bartolomé de Torres Naharros værker. Titlen betyder noget i retning af "Pallas' første frembringelser", dvs. Pallas Athene, den græske gudinde for kunst og visdom.
Bartolomé de Torres Naharro levede fra ca. 1480 til ca. 1525, men hvad der i øvrigt vides om hans liv, er sparsomt. Formentlig kom han til Rom i 1503 og gik i tjeneste først hos Cesare Borgia, senere hos Giulio de Medici og fra 1516 hos kardinal Bernardino de Carvajal. Han synes at have skrevet de fleste af sine værker i Rom.
Propalladia indeholder en række af Torres Naharros digte samt seks af de otte skuespil, der kendes fra hans hånd. I bogens forord opstiller Torres Naharro en række teoretiske overvejelser over dramaet som genre og inddeler bl.a. sine skuespil i de realistiske comedias a noticia og de mere "fantastiske", comedias a fantasia. Det satiriske element er fremtrædende i flere af Torres Naharros tekster, og Propalladia var endda at finde på det spanske Index over forbudte bøger i 1559. Dog blev den, efter at de nødvendige korrektioner var foretaget, godkendt til udgivelse igen i 1573.
Propalladia var tilsyneladende en populær bog i samtiden. I alt kendes ni udgaver fra det 16. århundrede, hvortil kommer udgaver af de enkelte tekster. Førsteudgaven fra 1517 er dedikeret til Fernando Francisco de Ávalos, Marqués de Pescara, hvis våbenskjold ses på titelbladet.

Det Kongelige Biblioteks eksemplars historie
Det Kongelige Bibliotek ejer førsteudgaven af Propalladia, som er trykt i Napoli i 1517. Eksemplaret har tidligere tilhørt den store, danske bogsamler grev Otto Thott (1703-1785). Thott testamenterede alle sine håndskrifter og palæotyper (i denne sammenhæng defineret som bøger trykt før 1531) til Det Kongelige Bibliotek, heriblandt Propalladia. Resten af samlingen blev sat på auktion, og også derigennem erhvervede Det Kongelige Bibliotek en lang række af Thotts bøger.
Thotts eksemplar af Propalladia kan følges tilbage til den berømte engelske Harley-samling. Den var blevet opbygget i første del af 1700-tallet, først af Robert Harley, jarl af Oxford, og siden af sønnen Edward Harley. Efter Edward Harleys død i 1741 blev samlingens håndskrifter afhændet til British Library, mens de mange trykte bøger blev opkøbt af London-boghandleren Thomas Osborne i 1742. Blandt dem der købte flittigt ind af Harley-bøger hos Osborne, var Otto Thott. 
Propalladia bærer spor efter Osbornes salg. Ligesom i mange af de andre Harley-bøger, som Thott købte hos Osborne, er det øverste hjørne af forsatsbladet klippet af, formentlig fordi Harley dér havde skrevet sit navn eller sine initialer. Nedenfor ses med blyant et 6-tal, nemlig den pris – formentlig pund – som Osborne ville have for Propalladia. 
Det Kongelige Biblioteks eksemplar er det eneste komplette eksemplar af førsteudgaven af Propalladia, der kendes i dag. Derudover findes et enkelt eksemplar i Madrid, men det er ikke komplet. Madrid-eksemplaret var forlæg for en faksimileudgave i 1936, hvor de manglende sider blev suppleret ud fra den udgave, der udkom i Napoli i 1524.
I 2003 kom førsteudgaven, på grund af sin store sjældenhed, til at spille den afgørende rolle i opklaringen af det store bogtyveri, der havde fundet sted fra Det Kongelige Biblioteks ældre samlinger to årtier tidligere. Blandt de bøger, som bogtyvens familie i sommeren 2003 indleverede til auktionshuset Christie's i London, var Propalladia. Ved at konsultere den moderne standardudgave af Torres Naharros værker, kunne Christie’s bogeksperter konstatere, at det eneste kendte, komplette eksemplar af førsteudgaven af Propalladia tilhørte Det Kongelige Bibliotek i København. Da det netop var et komplet eksemplar, man havde modtaget hos Christie’s, kontaktede auktionshuset omgående Det Kongelige Bibliotek – og herefter rullede sagen.